# Oskar Hallbert
Oskar Hallbert, född 25 april 1980, är en svensk författare och kompositör.
Han startade och drev den litterära tidskriften Den analoga skriften tillsammans med författarkollegan Sami Said, tidskriften utkom i digital form och i tryckt form med ojämna mellanrum mellan 2002 och 2008. 